# プロチェーノ
プロチェーノ（伊: Proceno）は、イタリア共和国ラツィオ州ヴィテルボ県にある、人口約540人の基礎自治体（コムーネ）。

## 地理

### 位置・広がり
ヴィテルボ県北部のコムーネ。県都ヴィテルボから北北西へ44kmの距離にある。

#### 隣接コムーネ
隣接するコムーネは以下の通り。括弧内のGRはグロッセート県、SIはシエーナ県所属を示す。
- アックアペンデンテ
- カステッラッツァーラ (GR)
- ピアンカスタニャーイオ (SI)
- サン・カシャーノ・デイ・バーニ (SI)
- ソラーノ (GR)

### 気候分類・地震分類
プロチェーノにおけるイタリアの気候分類 (it) および度日は、zona E, 2295 GGである。
また、イタリアの地震リスク階級 (it) では、zona 2B (sismicità media) に分類される。